# Pingasa leucostigmaria
Pingasa leucostigmaria là một loài bướm đêm trong họ Geometridae.